# Emmen LU
| LU ist das Kürzel für den Kanton Luzern in der Schweiz. Es wird verwendet, um Verwechslungen mit anderen Einträgen des Namens Emmen zu vermeiden. |

Emmen ist eine politische Gemeinde im Wahlkreis Hochdorf des Kantons Luzern in der Schweiz. Die Ortschaft liegt an der Mündung der Kleinen Emme in die Reuss und an der Grenze zwischen dem Schweizer Mittelland und den Luzerner Voralpen. 

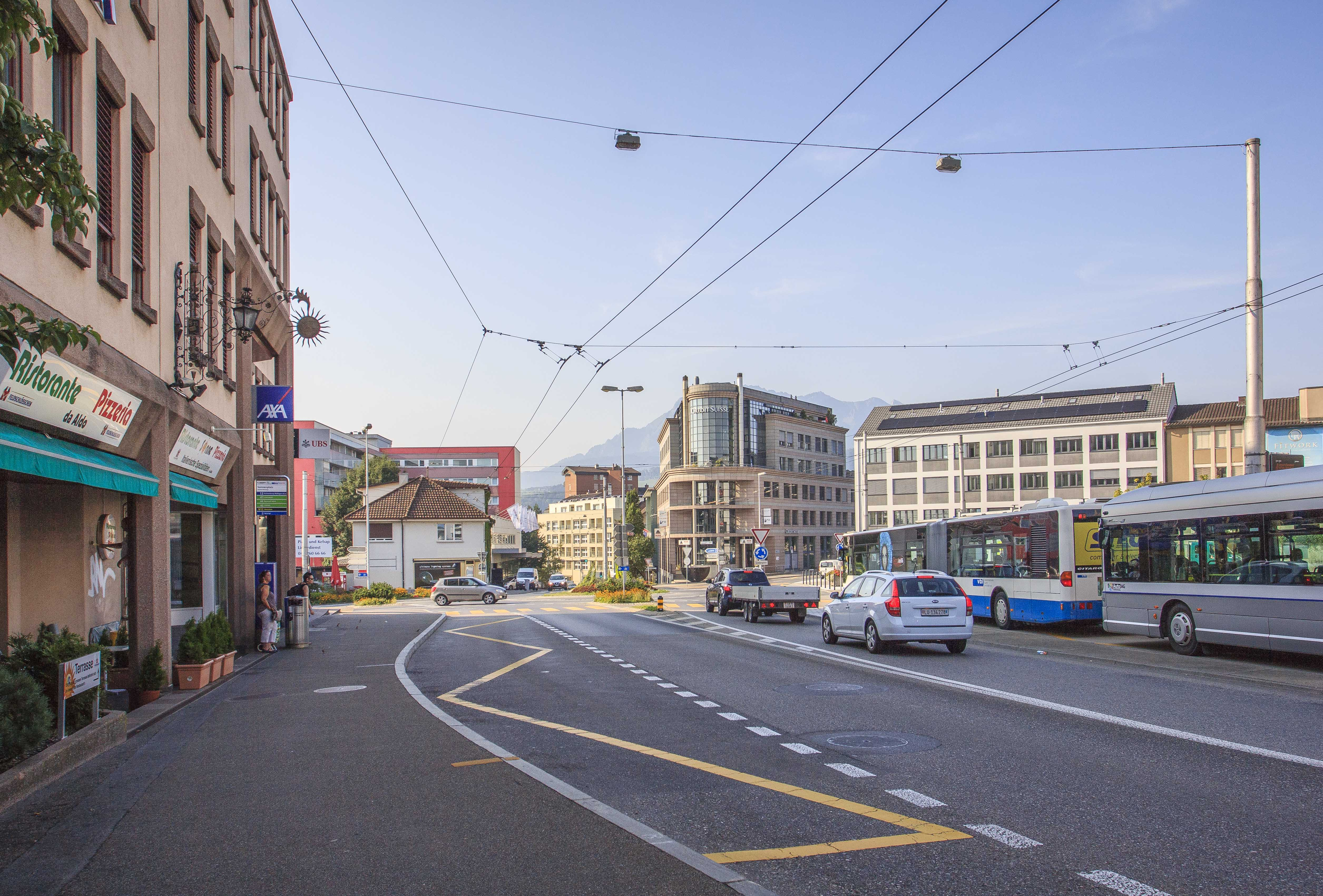
Emmenbrücke, Sonnenplatz

## Geographie
Die Gemeinde Emmen ist ein nördlicher Vorort in der Agglomeration von Luzern. Im Süden und im Südwesten grenzt sie an das Gebiet der Stadt Luzern, im Osten an Ebikon, Buchrain und Eschenbach, im Norden an Rothenburg und im Nordwesten an Neuenkirch.
Die Gemeinde Emmen besteht aus den beiden Ortsteilen Emmen und Emmenbrücke. Der erstere liegt im Reusstal, der letztere grossteils in einer welligen Hochebene (ca. 460 m) und minderheitlich (die unteren Quartiere) ebenfalls im Reusstal. Emmen-Dorf besteht aus den Teilen (Ober-)Dorf und Unterdorf (im Nordosten anschliessend). Zum Ortsteil Emmen, dem historischen Siedlungsschwerpunkt, gehören die Weiler Rottertswil (452 m ü. M.; 2,6 km nördlich des Dorfs), Waltwil (421 m ü. M.; 3 km nordöstlich) und Waldibrücke (422 m ü. M.; 3,9 km nordöstlich) – sowie das Industriegebiet Emmenfeld/Hasli/Buholz zwischen Emmen-Dorf und Waltwil. Wegen des Flugplatzes ist die Ebene Emmenfeld/Haslifeld, ausser den Industriezonen, unverbaut. Zwischen Buholz und der Reuss liegt ein grösseres Waldgebiet – der Ober Schiltwald – und zwischen Waldibrücke und der Reuss der Under Schiltwald. Durch die industrielle Ansiedlung entstanden im Ortsteil Emmenbrücke die ersten grösseren Wohngebiete. Mittlerweile hat die Siedlung von Emmenbrücke den Ortsteil Emmen, was die Einwohnerzahl betrifft, weit hinter sich gelassen, breitet sich weiter aus und erstreckt sich über ehemalige landwirtschaftliche Zonen. Vor allem in den Gebieten westlich von Gerliswil entstanden am südwärts gerichteten Hang neue Wohnsiedlungen, die noch immer erweitert werden (Erlen, Neuhof).
Die Kleine Emme, die im Gebiet Ibach von links in die Reuss mündet, bildet die Grenze zwischen Emmenbrücke und dem Luzerner Quartier Reussbühl. Einziges grösseres Waldgebiet im Ortsteil Emmenbrücke ist der Riffigwald. Der gesamte Nordwesten der Gemeinde ist ländlich geprägt mit zahlreichen Häusergruppen und Einzelgehöften. Durch dieses Gebiet fliesst von West nach Ost der Hellbühler Rotbach, der über mehrere Kilometer die Nordgrenze zwischen Emmen und Rothenburg  bildet.
Von der Gemeindefläche mit über 20 Quadratkilometern wurden (Stand 2015/2016) 40,1 Prozent landwirtschaftlich genutzt. Wald und Gehölz bedeckten 18 Prozent der Gemeindefläche und 40 Prozent war Siedlungsfläche.
Der höchste Punkt der Gemeinde befindet sich im Geisselermoos auf 564 m ü. M., der tiefste am Rotbach auf 416 m ü. M.

## Bevölkerung
Bis 1870 wuchs die Einwohnerzahl zwar stetig, aber nicht in Riesenschritten (1798–1850: + 46,5 %). Danach folgte ein hundertjähriger starker Wachstumsschub. Bereits 1950 wurde die Marke von 10'000 Einwohnern überschritten (1870–1970: + 1031,4 %). Von 1970 bis 1980 stagnierte die Einwohnerzahl (1970–1980: + 1,6 %). Diese Entwicklung erfolgte aufgrund der Rückwanderung ausländischer Arbeitskräfte in ihre Ursprungsländer, da aufgrund der Wirtschaftskrise nach dem Erdölschock viele industrielle Betriebe Stellen abbauten. Bis zur Jahrtausendwende wuchs die Gemeinde mässig weiter, 1991 wohnten erstmals mehr als 25'000 Einwohner in der Gemeinde (1980–2000: + 18,5 %). Dieses mässige Wachstum hält bis heute an (2000–2020: + 17,0 %).
Emmen ist nach der Stadt Luzern die Gemeinde mit der zweithöchsten Einwohnerzahl im Kanton Luzern und der gesamten Zentralschweiz. Am 2. Dezember 2015 überschritt die Gemeinde erstmals die 30'000-Einwohnermarke.
Quellen: 1798–1837: Helvetische und kantonale Volkszählungen; 1850–1980 Volkszählungsergebnisse, 1981–2010 ESPOP, seit 2011 STATPOP

### Sprachen
Die Bewohner benutzen als Umgangssprache eine hochalemannische Mundart. Bei der letzten Volkszählung im Jahr 2000 gaben 81,57 % Deutsch, 5,01 % Serbokroatisch und 3,91 % Italienisch als Hauptsprache an. Weiter gibt es zahlreiche Personen, die Spanisch, Portugiesisch, Türkisch, Tamilisch und Kurdisch besser oder gleich gut wie Deutsch beherrschen. Grosse Teile der Secondos (Kinder der Einwanderer) sind zweisprachig (Muttersprache der Eltern und Deutsch).

### Religionen – Konfessionen
Seit jeher gehört die Mehrheit der Einwohner von Emmen der römisch-katholischen Kirche an. Durch Kirchenaustritte und Zuwanderung aus anderen Regionen der Schweiz und dem Ausland hat sich dies etwas gemildert. Zu Beginn des 21. Jahrhunderts sieht die religiöse Situation folgendermassen aus: Es sind 64,17 % römisch-katholische, 12,71 % evangelisch-reformierte und 4,60 % orthodoxe Christen. Daneben gibt es 6,87 % Muslime, 6,52 % Konfessionslose und 0,85 % Mitglieder anderer nichtchristlicher Glaubensgemeinschaften.
- Orthodoxe: meist Serben, Montenegriner und Mazedonier; daneben Griechen
- Muslime: mehrheitlich Albaner; viele Bosnier, Türken und Kurden; einige Araber und Berber
- übrige Nichtchristen: fast ausschliesslich Hindus (Tamilen aus Sri Lanka)

### Herkunft – Nationalität
Ende 2022 waren von den 31'573 Einwohnern 19'790 Schweizer und 11'783 Ausländer. Die Einwohnerschaft bestand aus 62,7 % Schweizer Staatsbürgern und 37,3 % Ausländern. Somit ist Emmen die Gemeinde mit dem höchsten Ausländeranteil im Kanton Luzern. Ende 2022 stammten die ausländischen Einwohner aus Italien (1'785 Personen), dem Kosovo (1'538), Portugal (1'407), Deutschland (936), Serbien (761), Kroatien (728), Nordmazedonien (642), Bosnien und Herzegowina (618), Spanien (321) und der Türkei (216). 1'480 Personen stammten aus dem übrigen Europa, und 1'341 waren aussereuropäischer Herkunft.

### Immigration
In Emmen siedelten sich zahlreiche kleinere und grössere Industriebetriebe an. Bereits um die Jahrhundertwende entstand so ein bedeutendes Industriezentrum, dessen Wachstum einen immer grösseren Bedarf an Arbeitskräften erforderte, der erst durch Abwanderung der Landbevölkerung und später durch Emigranten gedeckt wurde. Da vor allem Einbürgerungswilligen aus dem früheren Jugoslawien in Volksabstimmungen das Schweizer Bürgerrecht verweigert wurde, verurteilte das Bundesgericht diese Einbürgerungspraxis im Jahr 2003 als diskriminierend. Im Februar 2005 entschieden die Stimmberechtigten mit 68,4 % Ja-Stimmen, dass in Zukunft eine Kommission über Einbürgerungsgesuche entscheiden soll.

## Ortsteile

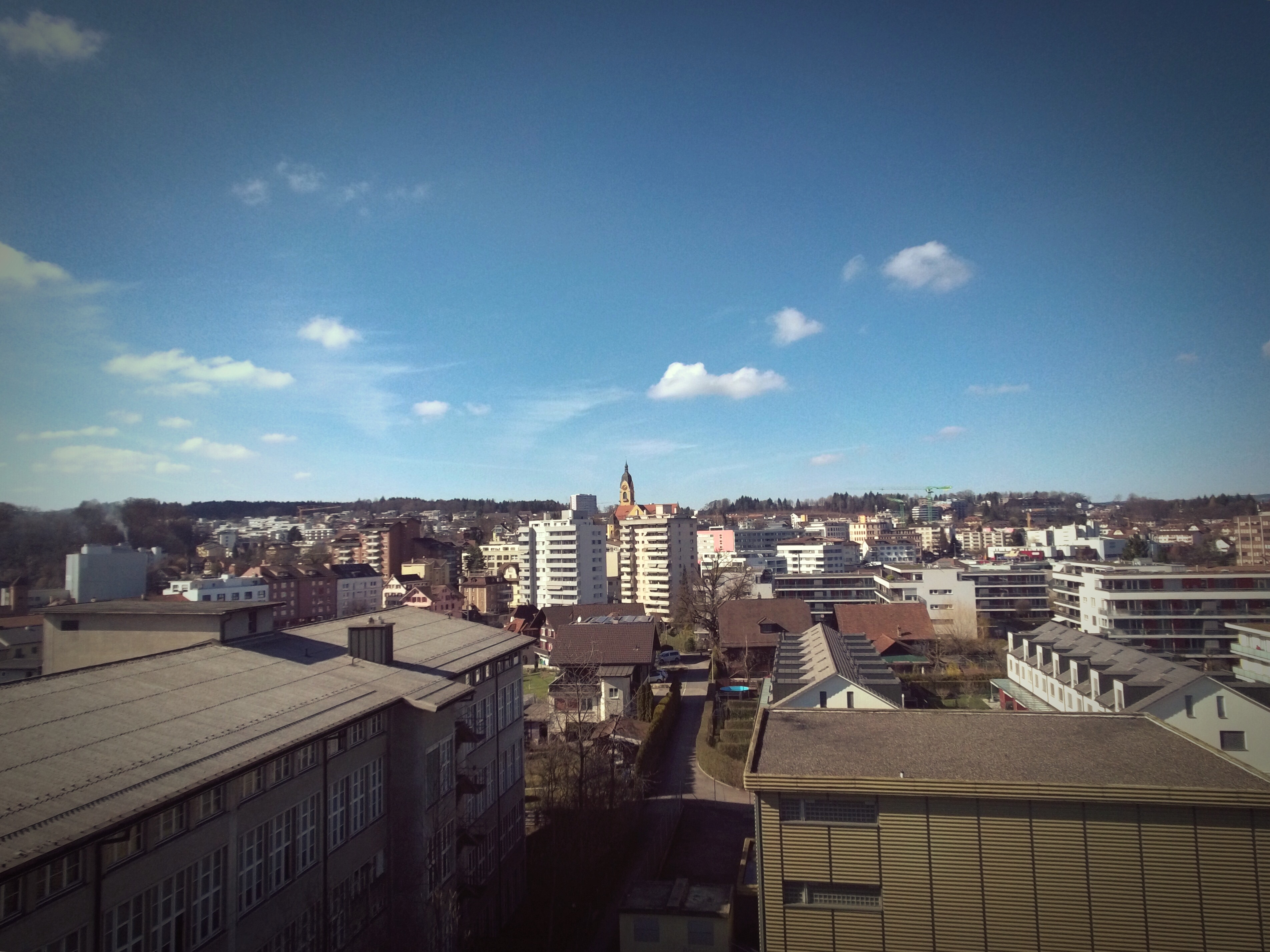
Emmenbrücke LU

Da die Quartiere in Emmen keine statistische Bedeutung haben, sind ihre Begrenzungen nicht klar, und nicht alle Strassen sind einem Quartier zugeordnet. Jedoch haben sich mehrere Quartiervereine gebildet, welche die folgenden Quartiere umfassen:

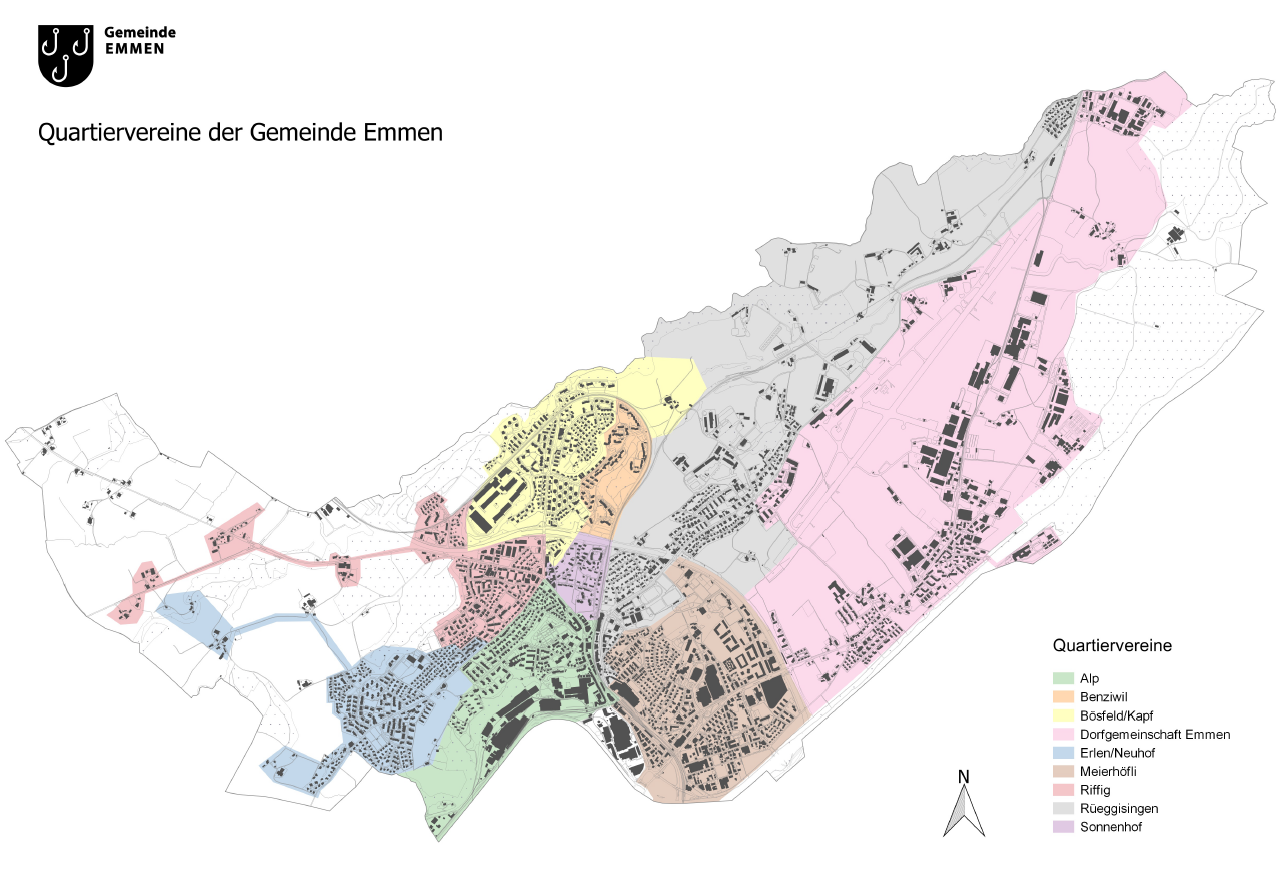
Gemeinde Emmen

### Emmenbrücke
- Erlen/Neuhof: Befindet sich im Nordwesten von Emmenbrücke und umfasst die Teile Erlen, Neuhof und Schönbühl. Hier befindet sich das Primar- und Oberstufenschulhaus Erlen. Das Quartier grenzt an den Stadtluzerner Ortsteil Reussbühl.
- Alp: Südlich der Erlenstrasse, westlich der Gerliswilstrasse bis südlich vom Industriequartier Emmenweid begrenzt befindet sich das Quartier Alp. Im Quartier befindet sich das Altersheim Alp; die Bebauung ist einerseits geprägt von grösseren Überbauungen (Obere/Untere Wiese sowie Haldenstrasse), die nach 1970 errichtet wurden, andererseits kleinere Mehrfamilienhäuser im Bereich Brisen-/Alp- und Landenbergstrasse, welche mehrheitlich vor 1970 errichtet wurden.
- Sonnenhof: Das Quartier Sonnenhof ist geprägt durch die Gartenhaussiedlung Sonnenhof, die für die Arbeiter der Industriebetriebe Emmens errichtet wurde. Mit den Projekten Sonnenhof Nord der Pax-Versicherungen und Sonnenhof Süd von Romano & Christen wird das Quartier verdichtet und so seine bisherige aufgelockerte Struktur verändert.
- Sprengi/Riffig: Erschliesst das Gebiet nördlich des Sonnenplatzes bis zur Autobahneinfahrt A2 Emmen Nord sowie das südlich der Neuenkirchstrasse gelegene Riffig-Quartier. Im Quartier befinden sich die Primarschulhäuser Sprengi und Riffig.
- Bösfeld/Kapf: Der nördliche Teil innerhalb der Eisenbahnschlaufe ist das Kapf-Quartier, ein hauptsächliches Wohnquartier.
- Benziwil: Der südliche Teil innerhalb der Eisenbahnschlaufe in Emmenbrücke ist das Quartier Benziwil, das aus der Wohnüberbauung Benziwil aus den 1970er-Jahren, der Waldstrasse und der Überbauung Schaubhus besteht. Hier ist besonders die moderne evangelisch-reformierte Kirche erwähnenswert.[8]
- Meierhöfli: Das Meierhöfliquartier befindet sich zwischen SBB-Linie Luzern-Olten und Autobahn A2 nördlich der Reuss. Eine klare Abgrenzung zum Quartier Herdschwand gibt es nicht. Neben den beiden Einkaufszentren Emmen-Center und Wohncenter Emmen wird das Quartier von einer Mischnutzung von Gewerbe und Wohnnutzung geprägt. Das Quartier wird durch die Seetalstrasse zweigeteilt, da nur sehr wenige Übergänge bestehen. Mit dem Quartier Feldbreite befindet sich eine der Emmer Entwicklungsflächen im Quartier.
- Herdschwand: Die Herdschwand schliesst nördlich an das Meierhöfli-Quartier an; vor allem Einfamilien- und kleine Mehrfamilienhausbebauung herrscht im Quartier vor, das ausschliesslich zum Wohnen genutzt wird. Im Norden wird das Quartier vom Gersagzentrum und den weitflächigen Sportanlagen im Bereich Gersag bis Mooshüsli begrenzt.
- Chörbli: Liegt nördlich vom Quartier Sprengi an der Grenze von Rothenburg und Neuenkirch.[9]
- Bahnhof: Befindet sich beim Bahnhof Emmenbrücke zwischen dem Quartier 'Central' und 'Seetalplatz'.
- Central: Liegt entlang der Gerliswilstrasse zwischen dem Sonnenplatz und dem Quartier 'Bahnhof' und schliesst auch das Industriegebiet 'Emmenweid' mit ein.
- Seetalplatz: Liegt direkt anschliessend an die Quartiere 'Bahnhof' und 'Meierhöfli' und grenzt an die Stadt Luzern (Reussbühl).
- Viscosistadt: Dieses Quartier dient beinahe ausschliesslich der Industrie und ist nach der ehemaligen Viscosuisse benannt. Seit Ende 2019 befindet sich die Hochschule Luzern – Design & Kunst in diesem Quartier. Die Viscosistadt befindet sich zwischen den Quartieren 'Alp' und 'Meierhöfli' und trägt auf dem Bild 'Quartiervereine Emmen' die weisse Farbe.

### Emmen
- Rüeggisingen: Im Südwesten des Militärflugplatzes Emmen und nördlich der Autobahn A2 befindet sich das Quartier Rüeggisingen langgestreckt an der Rüeggisingerstrasse. Ausser dem Militärflugplatz und der Militärkaserne wird das Quartier zum Wohnen genutzt, sowohl Einfamilienhäuser (Abend-/Heimat- und Tulpenweg) wie auch Mehrfamilienhäuser sind im Quartier.
- Emmen-Dorf: Südlich des Militärflugplatzes liegt Emmen-Dorf, das aus den Teilen Dorf und Unter-Spitalhof besteht, welche hauptsächlich Wohnungen aufweisen. Mehrere Industriegebiete befinden sich in Emmen-Dorf. Von Westen nach Osten der Seetalstrasse entlang sind dies Meierhof (ALSO), Flugzeugwerke (RUAG) und Hasli (4B AG, Emmi AG, Gemü). Das Gebiet Buholz befindet sich südlich der Seetalstrasse und beherbergt die ARA Buholz von REAL (Recycling Entsorgung Abwasser Luzern) und das Ausbildungszentrum des TCS.
- Waldibrücke: Nordöstlich vom Militärflugplatz befindet sich Waldibrücke. Dieses Quartier ist ein Wohnquartier und grenzt an die Gemeinde Eschenbach.
- Rathausen: Das Kraftwerk Rathausen befindet sich auf dem Gemeindegebiet von Emmen und das Kloster Rathausen auf demjenigen von Ebikon. Es ist eines der kleineren, ruhigeren Quartiere und wird, neben der Stiftung für Schwerbehinderte im Kloster, hauptsächlich als Wohnquartier genutzt.

## Geschichte

Luftbild (1963)

Emmen wurde als Emau erstmals in einer Urkunde König Lothars erwähnt, in der er die Unterstellung von fünf freien Männern unter die Herrschaft des Klosters im Hof in Luzern bestätigte. Das Kloster Murbach im Elsass übte jahrhundertelang die Herrschaft über den Ort aus. 1291 kam die Gemeinde unter die Herrschaft der Habsburger. Diese verloren Emmen nach der Schlacht bei Sempach im Jahr 1386. Seitdem gehört Emmen zum Kanton Luzern. Bis 1798 war die Gemeinde Teil des Amts Rothenburg. Auch die Emmer beteiligten sich am Bauernkrieg von 1653. Von 1798 bis 1803 gehörte Emmen zum Distrikt Luzern. Der heutige Ortsteil Rottertswil allerdings gehörte zum Distrikt Hochdorf. Seit 1803 ist Emmen dem Amt Hochdorf zugeteilt und dessen einwohnerstärkste Gemeinde. Der Gemeindeteil Rottertswil kam erst 1814 zu Emmen.
In der zweiten Hälfte des 19. Jahrhunderts begann sich die Gemeinde in der Emmenweid an der Kleinen Emme zu industrialisieren. 1850 bis 1853 entstand die Niederlassung der Firma von Moos (Eisenverarbeitung; heute Steeltec AG), 1906 die Niederlassung der Firma Viscosuisse (Chemiefasern; Auflösung 2007). In der Folge wurde Emmen zur wichtigsten Industriegemeinde des Kantons Luzern und zum grössten Industriestandort der Zentralschweiz.
Nach dem Zweiten Weltkrieg wuchs die Bevölkerung von Emmen stark. Zwischen 1940 und 1960 verdoppelte sich die Einwohnerzahl von rund 8'000 auf rund 16'000. Viele von ihnen waren sogenannte Saisonniers, also ausländische Arbeitskräfte, die unter anderem im boomenden Bausektor tätig waren. Sie mussten Emmen nach wenigen Monaten wieder verlassen und durften sich nicht in der Schweiz niederlassen.
Zu Beginn der 2000er Jahre machte die Einbürgerungspraxis von Emmen schweizweit Schlagzeilen. Im Jahr 1999 wurde eine Volksinitiative der Schweizer Demokraten angenommen, die verlangte, dass die Stimmbevölkerung über die Einbürgerung von Ausländerinnen und Ausländern entscheiden soll. Zwischen 1999 und 2003 wurden 93 von 167 Kandidatinnen und Kandidaten die Einbürgerung verweigert. Da einige von ihnen bezüglich dieser Praxis Beschwerde einreichten und das Bundesgericht ihnen letztinstanzlich Recht gab, wurde das Einbürgerungsverfahren ausgesetzt. Seit 2005 entscheidet nun eine Bürgerrechtskommission über die Gesuche von Einbürgerungswilligen.
Im Jahr 2000 gelang der SVP mit Daniel Bühlmann erstmals der Einzug in den Gemeinderat von Emmen. Bühlmann folgte auf Carlo Herbst (SP), der das Amt 24 Jahre ausgeübt hatte. Als Bühlmann fünf Jahre später in den Luzerner Regierungsrat gewählt wurde, verlor die SVP ihren Sitz jedoch wieder an die SP. Seit 2005 besteht der Gemeinderat von Emmen aus je zwei Vertretungen der FDP und Die Mitte (bis 2020: CVP) sowie einer Vertretung der SP.
Im Jahr 2008 beteiligten sich die Gemeinde Emmen sowie die Gemeinden Adligenswil, Ebikon, Horw und Kriens am Projekt «Starke Stadtregion Luzern». In diesem sollte eine Fusion einzelner oder mehrerer Gemeinden mit der Stadt Luzern ergebnisoffen geprüft werden. 2011 wurde schliesslich die Fusion von der Projektleitung als tauglichstes Mittel für die weitere Entwicklung der Region rund um Luzern vorgeschlagen. Die Stimmbevölkerung der Gemeinde Emmen lehnte eine solche 2012 jedoch ab – genauso wie die Stimmbevölkerung in Adligenswil, Ebikon und Kriens. Somit blieb Emmen eine eigenständige Gemeinde. Der Emmer Gemeindepräsident Thomas Willi, der sich stark für eine Fusion eingesetzt hatte, gab daraufhin seinen Rücktritt zum Ende der Legislaturperiode 2010–2013 bekannt. Seit 2015 setzt die Gemeinde Emmen nun auf eine verstärkte gemeindeübergreifende Zusammenarbeit mit Ebikon, Horw, Kriens und Luzern. Diese wird aktuell durch den Gemeindeverband LuzernPlus organisiert.

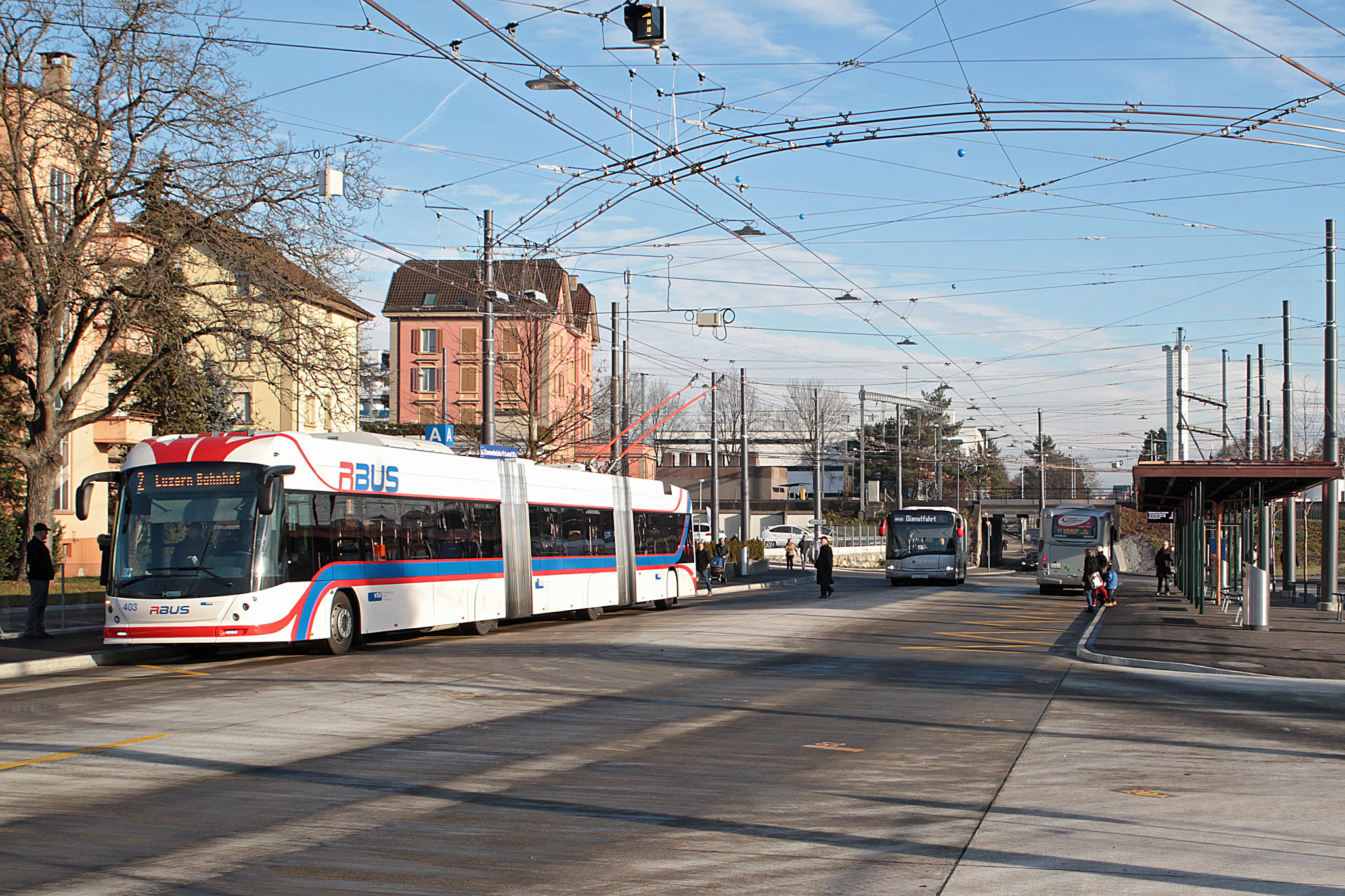
Busstation, Emmenbrücke Bahnhof Süd.

## Politik

### Einwohnerrat (Legislative)
- FEE: 2
- Grüne: 3
- SP: 7
- GLP: 1
- CVP: 9
- FDP: 8
- SVP: 10

Die Gemeinde verfügt in der Legislative über einen 40-köpfigen Einwohnerrat. Dieser wird alle vier Jahre neu gewählt. In der momentanen Amtsperiode von 2024 bis 2028 hat es folgende Zusammensetzung: (siehe nebenstehende Grafik)

### Gemeinderat (Exekutive)
Der aus fünf Mitgliedern bestehende Gemeinderat ist die Ausführende Behörde. Jedes Mitglied steht einer Direktion vor. In der Amtsperiode 2024–2028 besteht er aus:
- Ramona Gut-Rogger FDP: Gemeindepräsidentin; Direktion Präsidiales und Personelles
- Patrick Schnellmann CVP: Direktion Finanzen, Immobilien und Sport
- Beat Niederberger FDP: Direktion Soziales und Gesellschaft
- Andreas Roos CVP: Direktion Bau und Umwelt
- Brahim Aakti SP: Direktion Bildung und Kultur

### Kantonsratswahlen
Bei den Kantonsratswahlen 2023 des Kantons Luzern betrugen die Wähleranteile in Emmen: SVP 23,87 %, FDP 23,07 %, Mitte 20,61 %, SP (mit JUSO) 16,48 %, Grüne (mit JG) 10,73 % und glp 5,24 %.

### Nationalratswahlen
Bei den Schweizer Parlamentswahlen 2023 betrugen die Wähleranteile in Emmen: SVP 28,7 %, Mitte 21,0 %, FDP 17,3 %, SP 15,8 %, Grüne 7,6 %, glp 6,7 %, EVP 0,8 %, übrige 2,2 %.

### Wappen
| Wappen von Emmen LU | Blasonierung: «In Schwarz drei silberne (weisse) rechtsgewendete Angelhaken.» |
| Wappen von Emmen LU |                                                                               |

## Wirtschaft
Emmen lebte bis ins 19. Jahrhundert von der Landwirtschaft. Die Rainmühle ist als bedeutendes Denkmal der einstigen Getreidemühlen erhalten geblieben. An einem von der Kleinen Emme abgeleiteten Kanal gab es eine kleine Papierfabrik. Auf diesem Areal errichteten die Gebrüder von Moos 1853 ein Drahtwerk mit einer Nagelfabrik. Der Bahnbau (Basel bis Luzern 1859, Seetal 1883) und die günstige Wasserkraft beschleunigten die Industrialisierung. 1886 entstand das erste öffentliche Elektrizitätswerk der Schweiz bei Thorenberg. Theodor Bell und Eduard von Moos gründeten 1894 das 1896 in Betrieb genommene Elektrizitätswerk bei Rathausen (heute CKW).
Zwischen den von Moos-Werken und dem Bahnhof siedelte sich ab 1906 eine Kunstseidenfabrik, die spätere Viscosuisse, an. Die Aufzügefabrik Schindler verlegte ihre Eisengiesserei 1912 von Luzern zum Bahnhof Emmenbrücke. Emmen war um 1930 die am stärksten industrialisierte Gemeinde des Kantons Luzern.
Die Eidgenössische Konstruktionswerkstätte gründete 1940 einen flugtechnischen Standort mit Flugplatz in Emmen, der 1943 zum Eidgenössischen Flugzeugwerk wurde, heute ist dies die RUAG Aviation und die RUAG Space. 1950 wurde ein Armeemotorfahrzeugpark eingerichtet. Dazu kam «Emmi» als Milchverarbeiter. In den 1960er-Jahren hatte der Industriesektor über 10'000 Arbeitsplätze.

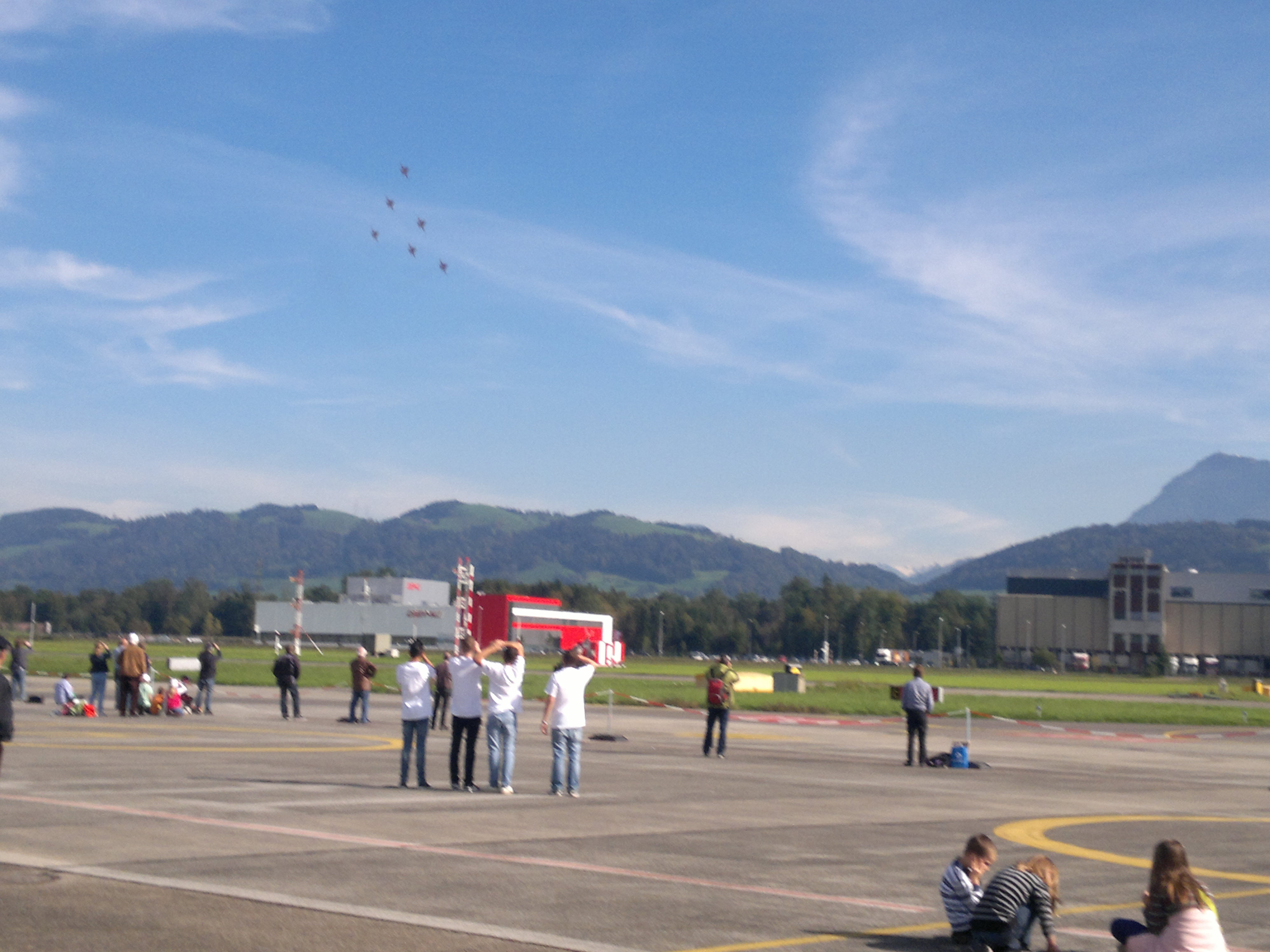
Militärflugplatz Emmen

Heute (2020) ist der Militärflugplatz Emmen (ICAO-Code LSME, IATA-Code EML) der Schweizer Luftwaffe einer der wichtigsten und grössten Arbeitgeber der Gemeinde Emmen. Hier befindet sich neben dem Flugzeugwerk auch die Schweizer Kunstflugstaffel "Patrouille Suisse". Der Flugplatz bietet etwa 1400 Arbeitsplätze und wird im Rahmen des Stationierungskonzepts der Armee auch weiterhin als Trainings-, Ausweich-, Transport- und Werksflugplatz bestehen.
Eine grosse Bedeutung hat auch der Stahlproduzent Steeltec (früher: Von Moos Stahl AG Emmenbrücke), welcher heute zum Stahlkonzern Swiss Steel gehört; der einstige zweite Grossbetrieb Viscosuisse firmiert heute unter dem Namen Monosuisse und ist weniger bedeutend als früher.
Die Baukonzerne Anliker und Gebr. Brun wie auch die auf Energieverteilung und -steuerung spezialisierte Hager AG haben ihren Hauptsitz im Gemeindeteil Emmenbrücke, der Logistikkonzern ALSO in Emmen. Als Industriestandort liegen in der Gemeinde Werke der Emmi AG, welche ihr namengebendes Hauptwerk in der Gemeinde betreibt sowie die Giesserei Von Roll Casting AG.
In den Jahren 2012 und 2013 öffneten zwei grosse Produktionswerke ihre Tore, das Fensterwerk der ehem. Kronenberger AG und heute 4B AG, die Teil der 4B Holding ist, sowie das Reinraumwerk der Gemü.
Die Einkaufszentren und die zahlreichen anderen Einkaufsmöglichkeiten in der Gemeinde sind weit herum bekannt. Die beiden Grossen sind das Emmen Center (grösstes Einkaufszentrum der Zentralschweiz) und das auf Einrichtung spezialisierte Wohncenter Emmen. Die kleineren sind das Centrum Seetalplatz im Kino Maxx und das Einkaufszentrum Sonnenplatz.

## Verkehr

### Individualverkehr
Die Gemeinde Emmen liegt an einer europäischen Nord-Süd-Achse. Auf dem Gemeindegebiet verzweigen sich die Autobahnen A2/E35 und A14. An diesen liegen die Anschlüsse Emmen-Nord und Emmen-Süd. Der Seetalplatz, den rund 50'000 Fahrzeuge pro Tag befahren, ist die meistbefahrene Kreuzung im Kanton Luzern. Er ist Knotenpunkt der Kantonsstrassen K10 (Seetalplatz–Wolhusen–Entlebuch–Wiggen; Hauptstrasse 10), K13 (Luzern–Neuenkirch–Sursee–Reiden; Hauptstrasse 2), K16 Seetalstrasse (Seetalplatz–Hochdorf–Aesch; Hauptstrasse 26), K12 (Rothenburg-Ruswil-Grosswangen; Hauptstrasse 362) und K31 (Seetalplatz–Schlossberg) und ist somit von überregionaler Bedeutung. Da der Platz wegen des grossen Verkehrsaufkommens häufig überlastet war, wurde das Kreuzungssystem bis 2017 für 134 Millionen Franken ausgebaut. Auch die Kantonsstrassen K13 (Sprengi-Beromünster-Gunzwil, Hauptstrasse 363.1) und K31A (Sedel-Meierhöfli) verlaufen teilweise durch die Gemeinde Emmen.
Im Gebiet von Emmen sind sechs Brücken über die Reuss sowie zwei über den Rathausener Kanal und acht Brücken über die Kleine Emme vorhanden.

### Öffentlicher Verkehr
Vier Bahnstationen liegen auf dem Gemeindegebiet von Emmen. Davon liegen der Bahnhof Emmenbrücke, die betrieblich dazugehörende Haltestelle Emmenbrücke Gersag sowie die Haltestelle Emmenbrücke Kapf an der Linie Luzern–Olten. Weiter existiert im Nordosten der Gemeinde die Haltestelle Waldibrücke auf der Strecke der Seetalbahn. Diese werden von den S-Bahnlinien S1, S9 und S99 (Ergänzung der S9 während den Stosszeiten, Seetalbahn) der S-Bahn Luzern bedient. Zusätzlich hält der RegioExpress Luzern-Olten am Bahnhof Emmenbrücke.
Im überregionalen und regionalen Busverkehr verbinden verschiedene Linien die Gemeinde mit der Stadt Luzern sowie den Gemeinden im Michelsamt sowie dem Rottal.
- Linie 2 (Luzern Bahnhof –Emmenbrücke Bahnhof Süd –Emmenbrücke Sprengi) des Systems RBus der Verkehrsbetriebe Luzern
- Linie 5 (Emmenbrücke Bahnhof Süd – Pilatusplatz – Kriens Busschleife) des Trolleybus Luzern der Verkehrsbetriebe Luzern
- Linie 50 (Luzern – Beromünster – Menziken AG) der Auto AG Rothenburg
- Linie 51 (Luzern – Rothenburg – Rain) der Auto AG Rothenburg
- Linie 52 (Luzern – Beromünster – Rickenbach Bohler) der Auto AG Rothenburg
- Linie 61 (Luzern – Ruswil – Ettiswil) der Rottal Auto AG
- Linie 72 (Luzern – Neuenkirch) der Postauto Zentralschweiz

Mit der Neugestaltung des Seetalplatzes entstand ein Bushub unterhalb des Bahnhofes Emmenbrücke. Dieser trägt den Namen „Emmenbrücke Bahnhof Süd“ und wird seit dem 11. Dezember 2016 befahren. Somit verkehren die Busse, ab dem Seetalplatz, über den neuen Bushof weiter über den Bahnhof Emmenbrücke und münden anschliessend in die Gerliswilstrasse ein. Durch die Neuerung am Seetalplatz entfielen die Haltestellen Seetalplatz, Emmenbaum und Zollhaus (südlich der Kleinen Emme in Reussbühl), ebenfalls wurde die Station Central in Viscosistadt umbenannt.
Innerhalb der Gemeinde sowie in die Gemeinde Rothenburg und in den Luzerner Stadtteil Littau verkehren die sieben Linien des Emmer Busnetzes. Betrieben wird dieses von der Auto AG Rothenburg, und es verbindet die Quartiere der Gemeinde mit den gemeindeübergreifenden Bus- und Trolleybuslinien sowie mit der S-Bahn Luzern.
- Linie 40 Littau Bahnhof – Emmenbrücke Bahnhof Süd – Flugzeugwerke – (Waldibrücke)
- Linie 41 Schönbühl – Emmenfeld – Emmenbrücke Bahnhof Süd – Littau Bahnhof
- Linie 42 Schönbühl – Gersag Bahnhof – Lindenheim – Littau Waldstrasse
- Linie 43 Bösfeld – Gersag Bahnhof – Lindenheim – Littau Waldstrasse
- Linie 44 Bösfeld – Gersag Bahnhof – Emmenfeld – Flugzeugwerke
- Linie 45 Chörbli – Sprengi – Sonnenplatz – Bösfeld
- Linie 46 Rothenburg Wahligen Nord (IKEA) – Rothenburg – Emmenbrücke Bahnhof Süd

Weiter bedienen die Linien 60 (Buttisholz – Ruswil – Rothenburg Station Bahnhof) und 70 (Neuenkirch – Rothenburg Station Bahnhof) im Bereich Lohren ebenfalls Teile der Gemeinde Emmen.

### Bildung
Die Gemeinde verfügt über die beiden Oberstufenzentren Erlen und Gersag, welches wiederum aus den Teilen 1+2 besteht, die aber teilweise die gleiche Infrastruktur nützen. Insgesamt liegen 9 Primarschulhäuser (PS) über die Gemeinde verteilt. Diese sind:
- PS Emmen Dorf
- PS Erlen, auf dem gleichen Areal wie die SEK Erlen
- PS Gersag, auf dem gleichen Areal wie die SEK Gersag 1+2
- PS Hübeli
- PS Krauer
- PS Meierhöfli
- PS Riffig
- PS Rüeggisingen
- PS Sprengi

Die Kantonsschule Reussbühl als nächstes Gymnasium liegt im benachbarten Reussbühl. Ebenso hat das Berufsbildungszentrum Wirtschaft, Informatik und Technik in Emmen einen Standort, täglich gehen mehrere 100 Schüler dort zur Schule.

### Sehenswürdigkeiten

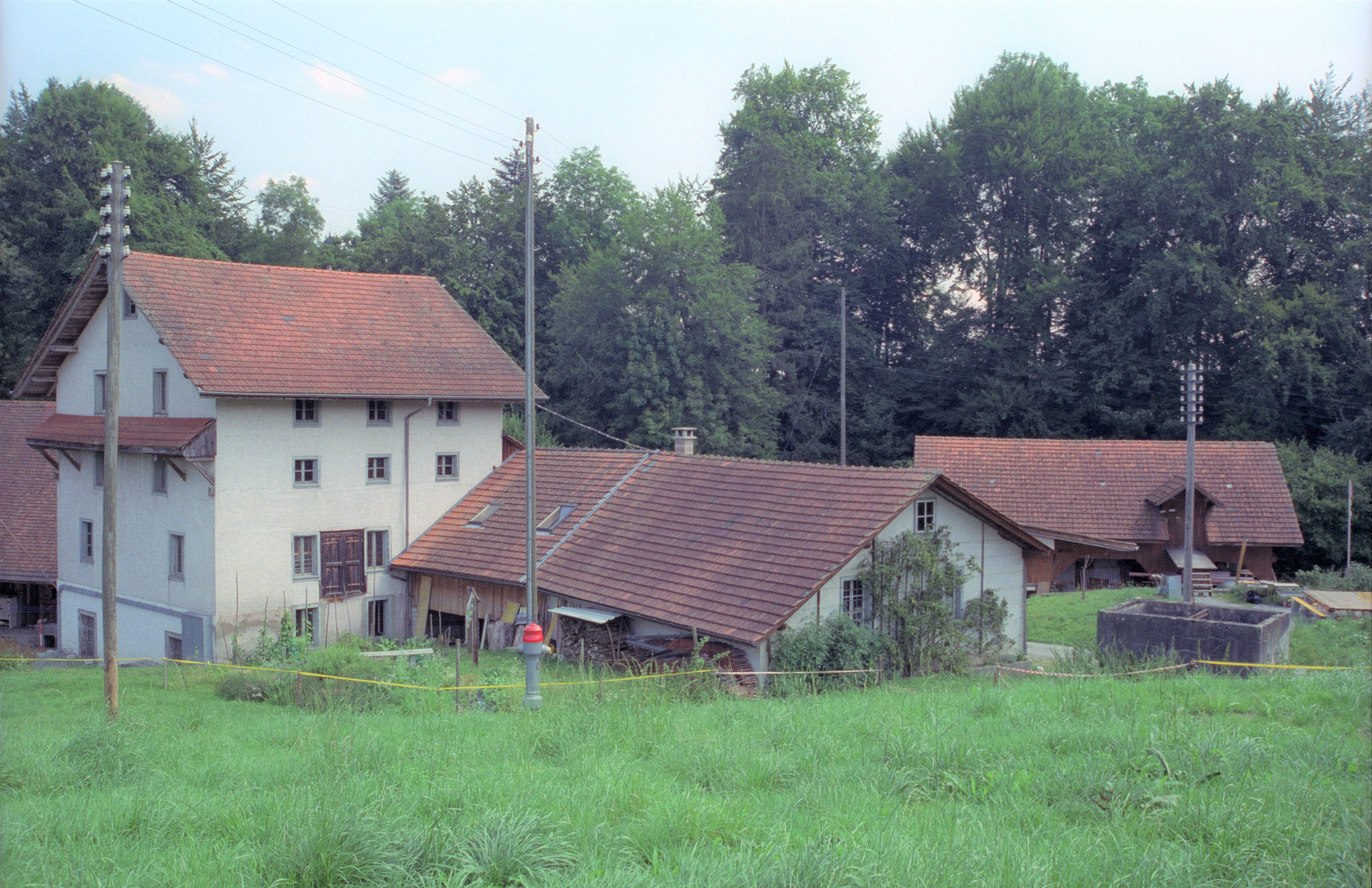
Museum Rainmühle

### Freizeit und Erholung
Im Grüngürtel von der Gemeindeverwaltung bis zur Feldbreite liegen zentral verschiedene Freizeitanlagen der Gemeinde. Neben dem Frei- und Hallenbad Mooshüsli sind dies auch die Beachsport Arena, die Eissport Arena (Kunsteis), mehrere Fussballplätze und eine Leichtathletikanlage. Im selben Gebiet soll ein Themenspielplatz entstehen. Am Reussufer befinden sich der Planetenweg, der bis nach Perlen reicht, und der Holzskulpturenweg.

## Sport, Kunst und Kultur

### Sport
In der Gemeinde gibt es zahlreiche Sportvereine. Die bekanntesten sind der FC Emmenbrücke (1. Liga Classic) und der SC Emmen (2. Liga interregional). Einer der grössten Vereine der Gemeinde ist Volley Emmen Nord, dessen Herrenmannschaft lange Zeit in der Nationalliga B spielte. Auch der Handballsport hat Tradition. Aus dem ATV Emmenbrücke und dem HC Emmenstrand entstand 2009 der gemeinsame Verein Handball Emmen (1. Liga). Handball Emmen ist der zweitgrösste Handballverein in der ganzen Schweiz. Viele Vereine sind zwar in der Öffentlichkeit nicht so bekannt, in ihrer Sportart jedoch schon z. B. der Einradclub Emmenbrücke, die Beachkings Emmen (Beachsoccer), der Leichtathletikclub Emmenstrand sowie der American Football Verein Emmen Dragons (Nationalliga C).

### Kunst und Kultur

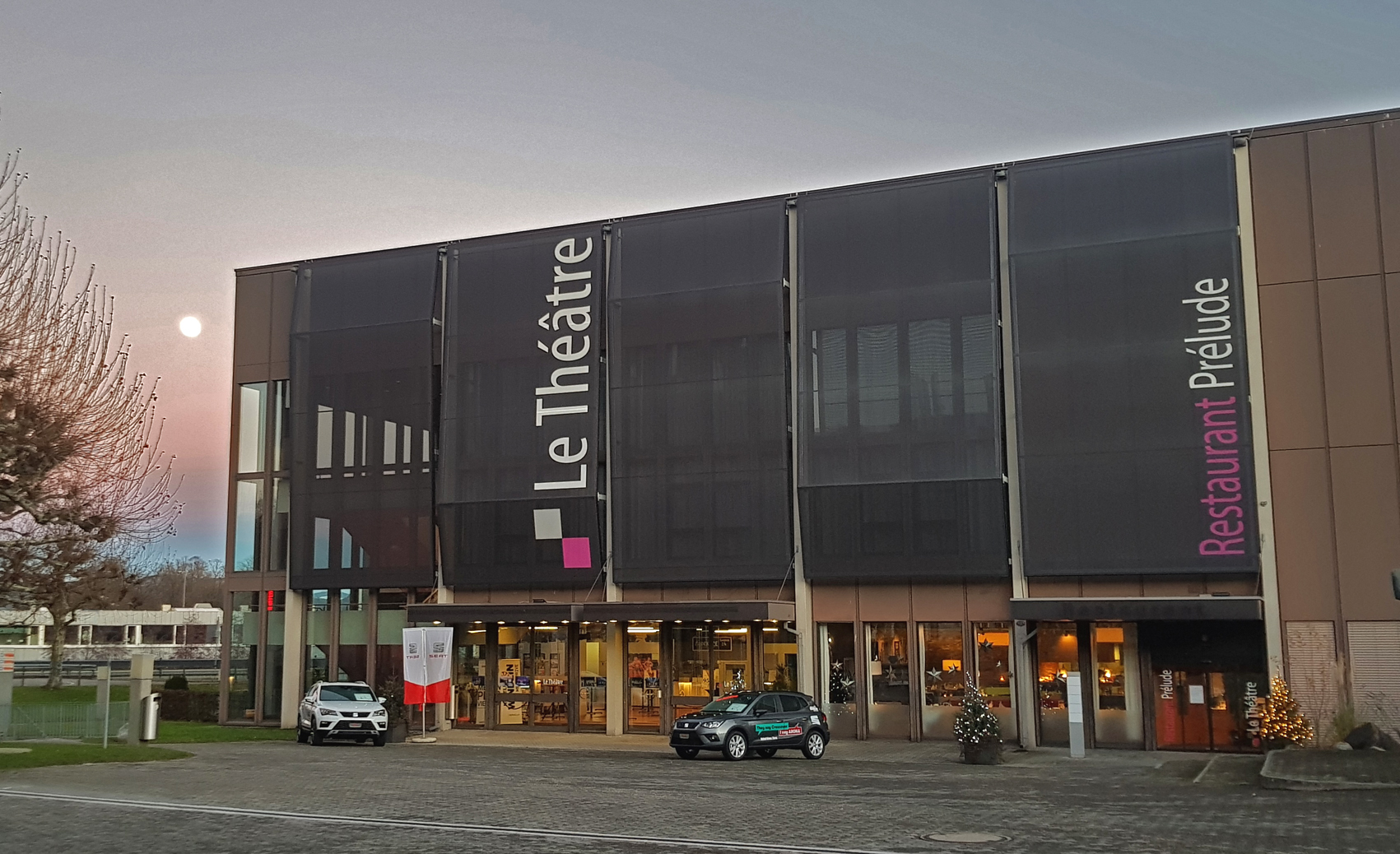
Kulturhaus Le Théâtre, im Dezember 2017

Die Gemeinde verfügt über eine eigene Kunstsammlung. Das oberste Stockwerk des Gemeindegebäudes wurde lange Zeit als Galerie Gersag genutzt; als die Gemeindeverwaltung den Platz benötigte, wurde zusammen mit der Anliker Kunststiftung die Kunstplattform Akku ins Leben gerufen, die im Jahr mehrere verschiedene Ausstellungen zeigt. Seit dem Herbst 2017 ist das vorgängig in Kriens beheimatete Le Théâtre im Kongresszentrum Gersag domiziliert. Unter der Bezeichnung "Le Théâtre, Emmen" ist das Gebäude im Quartier Emmenbrücke Dach für Musicals, Theater- und Comedy-Vorstellungen sowie Kongresse, Firmen- und Vereinsanlässe.

### Jugendverbände
In Emmen gibt es 7 Scharen, die dem Verband Jungwacht Blauring (Jubla) angehören, sowie eine Pfadischar. Die Jublascharen aus der Gemeinde Emmen bilden zusammen mit dem Blauring Rothenburg ein einzelnes Regioteam. Dies ist sehr ungewöhnlich, da Regioteams meistens aus einer ganzen Region bestehen und nicht fast nur aus einer Gemeinde.

## Zukünftige Entwicklung
In der Gemeinde sind mehrere grosse Projekte für die nächsten Jahre geplant, welche das Erscheinungsbild verändern werden; die Gemeinde rechnet bis 2030 mit bis zu 37'000 Einwohnern.

### Seetalplatz / Stadtzentrum Luzern Nord
Mit über 53'000 Fahrzeugen pro Tag ist der Seetalplatz ein Verkehrsknotenpunkt der Zentralschweiz. Da dieser zu den Hauptverkehrszeiten chronisch überlastet war, wurde dieser umgebaut. Aus dem ehemaligen Doppelkreis entstand ein grosser Kreisverkehr für den MIV sowie separate Trasses für den ÖV und den Langsamverkehr. Zudem wurde der Hochwasserschutz verbessert, damit sich ein Ereignis wie 2005 nicht mehr wiederholt. Dafür erhielt die Kleine Emme einen zusätzlichen Mündungsarm. Anschliessend an die Strassen- und Wasserbaumassnahmen soll rund um den Platz ein neues Stadtzentrum Luzern Nord entstehen, diese Entwicklungen sind im Masterplan Luzern Nord geregelt. Mit den ersten (vorbereitenden) Bauarbeiten wurde Ende 2012 begonnen, die Hauptbauarbeiten starteten im November 2013. Die Bauarbeiten endeten im Juni 2017.

### Quartier Feldbreite
Auf dem Areal des ehemaligen „Schindler-Dörflis“ und der Brun Elementwerke entsteht in den nächsten Jahren ein neuer, urbaner Stadtteil mit über 600 neuen Wohnungen. Der Rückbau konnte 2012 abgeschlossen werden. Das Baugesuch des Projekts „Pilatus“ auf den Baufeldern A1 und A2 wurde im August 2012 eingereicht. Mit dem Baustart wird 2013 gerechnet. Die Sieger der Wettbewerbe auf den Baufeldern B1 und D1 sind ebenfalls ermittelt. Mit dem holländischen Architekturbüro MVRDV und ihrem Projekt Feldhäuser gewann ein international renommiertes Architekturbüro die Ausschreibung für das Baufeld C1.

### Viscosistadt
Auf dem Areal der Monosuisse (ehemals Viscosuisse) ist ein neuer Stadtteil am Ufer der Kleinen Emme geplant. Dafür führte die Monosuisse AG einen Studienauftrag für einen Masterplan durch, welcher die EM2N Architekten AG aus Zürich gewann. Der Masterplan wurde vom Einwohnerrat der Gemeinde im Oktober 2012 zur Kenntnis genommen. Im Dezember 2013 wurde die Viscosistadt AG gegründet, welche den Teil Immobilien und somit die Entwicklung der Viscosistadt von der Monosuisse übernommen hat. Als erstes wird der Bau 745 umgebaut und soll ab 2016 Teile des Departementes Design&Kunst der Hochschule Luzern beherbergen.

### Gerliswilstrasse
An einer der Hauptverkehrsachsen der Gemeinde, der Gerliswilstrasse, sind neben dem Grossprojekt Viscosistadt noch mittlere Projekte geplant. Direkt vis-à-vis dieser entsteht mit der Central Plaza (ehemals Central Towers) eine weitere Überbauung, durch deren Gebäude die Industriegleise der Swiss Steel führen werden. Auf Höhe der Bushaltestelle Krauerstrasse wird am Alterswohnungskomplex Vivale-Sonnenplatz gebaut. Zwischen Sonnenplatz und Sprengi entsteht mit dem Sonnenhof eine Verdichtung der bisherigen Gartensiedlung Sonnenhof der Viscose. Zusammen werden diese Projekte das Erscheinungsbild der Gemeinde ebenso verändern wie die Grossprojekte.

## Persönlichkeiten
– nach Geburtsjahr geordnet –
- Kaspar Steiner (1614–1653), Anführer der Luzerner Untertanen im Schweizer Bauernkrieg
- Hans Emmenegger (1866–1940), Kunstmaler
- Werner Hartmann (1903–1981), Maler und Zeichner
- Leonhard Haas (1908–2000), Archivar und Leiter des Schweizerischen Bundesarchivs
- Adolf Herbst (1909–1983), Maler
- Walbert Bühlmann (1916–2007), Theologe des Kapuzinerordens
- Max Weiss (1921–1996), Bildhauer
- Flavio Steimann (* 1945), Autor
- Kurt Messmer (1946–2025), Historiker
- Xaver Kurmann (* 1948), Radrennfahrer
- Kurt Koch (* 1950), Kurienkardinal und ehemaliger Bischof von Basel
- Markus Meier (1955–2005), Hochschullehrer für Produktentwicklung
- Felix Müri (* 1958), Politiker (SVP)
- Prisca Birrer-Heimo (* 1959), Politikerin (SP)
- Markus Breitschmid (* 1966), Architekturtheoretiker, Autor, Professor für Architektur in Washington, DC & Virginia (USA)
- Iris Bohnet (* 1966), Verhaltensökonomin, Professorin für Public Policy an der Harvard University (USA)
- Martin Fink (* 1970), Fussballspieler
- Beat Portmann (* 1976), Schriftsteller
- André Muff (* 1981), Fussballspieler und Trainer
- Fabienne Louves (* 1986), Sängerin
- Raphael Koch (* 1990), Fussballspieler
- Mario Bühler (* 1992), Fussballspieler
- Loredana (* 1995), Rapperin, wuchs in Emmenbrücke auf

## Städtepartnerschaft
Seit 1968 existiert eine Partnerschaft mit der Gemeinde Spiringen im Kanton Uri.